# Avril 1779
Cette page présente les faits marquants du mois d'avril 1779.

## Événements
- 4 avril, Perse : Agha Mohammad Shah impose son autorité sur le Mazandéran[1].
- 12 avril : par le traité d'Aranjuez, l’Espagne se joint à la France dans la guerre contre la Grande-Bretagne. Le gouvernement espagnol refuse toutefois de reconnaître les insurgents, craignant la contamination du mouvement d’indépendance dans ses propres colonies[2].
  - Renouvellement du Pacte de famille entre les Bourbons. La France promet à l’Espagne de recouvrer Gibraltar, Minorque, Mobile et Pensacola[3].
- 23 avril : Marie-Thérèse déclare Fiume un port franc et décide le rattachement de la ville au Royaume de Hongrie (corpus separatum), qui obtient ainsi un accès maritime[4].

## Décès
- 7 avril : Hilaire Rouelle (né en 1718), chimiste français.
- 11 avril : Joseph de Jussieu (né en 1704), botaniste français.